# Lingua marsa
La lingua marsa era una varietà dialettale della lingua umbra, parlata nell'area abitata dall'antico popolo italico dei Marsi (bacino del Fucino, nel contemporaneo Abruzzo) nel I millennio a.C. Fa parte dei dialetti sabellici, insieme dialettale delle lingue osco-umbre.

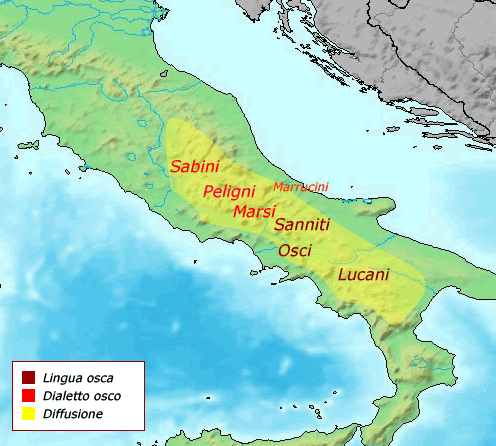
Diffusione della Lingua osca, circa V secolo a.C.

Documentato per la prima volta dal Bronzo di Antino, tra i dialetti sabellici è, con il sabino, quello che mostra le più precoci e forti influenze del latino.
Una tra le principali fonti di conoscenza della lingua è la lamina di Caso Cantovios, iscrizione in lingua marso-latina, con tratti riferibili alla lingua marsa, risalente al III secolo a.C.